# Giovan Battista II Celestri
Giovan Battista II Celestri (Catania, 1548 – Madrid, 11 aprile 1615) è stato un nobile e avvocato italiano del Regno di Sicilia, 1º Marchese della Terra di Santa Croce, della quale è considerato il fondatore.

## Biografia
Giovan Battista II nacque a Catania nel 1548 da Pietro III Celestri e da Donna Francesca Chirco. 
Fu fin da giovane avviato agli studi giuridici e una volta conseguita la Laurea "utroque jure" (in diritto e teologia) diventò uno tra i più noti avvocati del Regno di Sicilia.
Nel 1574 sposò a Naro Donna Lucrezia Migliaccio, (Naro, 4 settembre 1562 - Palermo, dicembre 1604), figlia di Mariano, barone di Montemaggiore, e di Battistina di Piazza. Dal loro matrimonio nacquero quattro figli: Pietro  (Licata, 1581 - Palermo, 1616), Felicia (1584 - ?) suora clarissa con il nome di Celestina, Giovanni (1588 - 1610) e  Francesca Celestri, quest'ultima il 15 maggio 1610 (capitoli matrimoniali rogati presso il notaio Giuseppe Cusato di Santa Croce) venne promessa sposa al tredicenne Don Giacinto Maria Paternò (Modica, 1597 - Catania, 1653), barone di Imbaccari e Raddusa, figlio del V Barone di Raddusa.
Nella capitale del Regno inizia la scalata alle più alte cariche pubbliche: nel 1587 venne nominato Giudice del Concistoro, nel 1590 ricoprì la carica di Vicario Generale del Val di Noto, nel 1592 venne nominato Giudice della Regia Gran Corte, ricoprì la carica di Protonotaro del Regno di Sicilia, nel 1593 fu nominato Maestro Razionale del Tribunale del Real Patrimonio e nel 1597, per volontà di Filippo II di Spagna ottenne la carica di Reggente soprannumerario del Supremo Consiglio d'Italia, e si trasferì a Madrid.
Nel 1596 aveva avanzato al Re, tramite il Viceré di Sicilia, la richiesta di fondazione e popolamento della Baronia di Santa Croce. La licenza, che prende il nome di Licentia Aedificandi, fu firmata nel castello del Pardo a Madrid da Re Filippo III di Spagna, il 2 novembre 1598 e fu resa esecutiva a Palermo il 29 gennaio 1599. Così egli divenne il fondatore del comune di Santa Croce e l'ultima data citata venne assunta come natale di Santa Croce Camerina.
L'8 luglio 1600 fondò la parrocchia di S. Croce con atto rogato presso il notaio Francesco Giudice di Licata.
L'8 marzo 1601 Re Filippo III lo nominò Presidente del Tribunale del Real Patrimonio del Regno di Sicilia.
Il 21 marzo 1602 il Re lo nominò 1º Marchese di Santa Croce e l'investitura venne resa esecutiva il 25 maggio 1602 nel Palazzo Reale di Palermo.
Nel 1610 fu richiamato dal Re a Madrid per ricoprire, per la seconda volta, la carica di Reggente del Supremo Consiglio d'Italia e prima di partire nominò suo figlio, Don Pietro IV Celestri, procuratore generale di tutti i suoi beni posseduti in Sicilia. 
Morì a Madrid il 11 aprile 1615,  fu sepolto nella chiesa della Compagnia di Gesù.

## Elenco delle cariche
- Giudice del Concistoro (1587)
- Vicario Generale del Val di Noto (1590)
- Giudice della Gran Corte, Protonotaro del Regno di Sicilia (1592)
- Maestro Razionale del Tribunale del Real Patrimonio (1593)
- Reggente del Regno soprannumerario del Supremo Consiglio d'Italia a Madrid (1597)
- Presidente del Tribunale del Real Patrimonio (1601)
- Marchese della Terra di Santa Croce (1602)